# Fládr

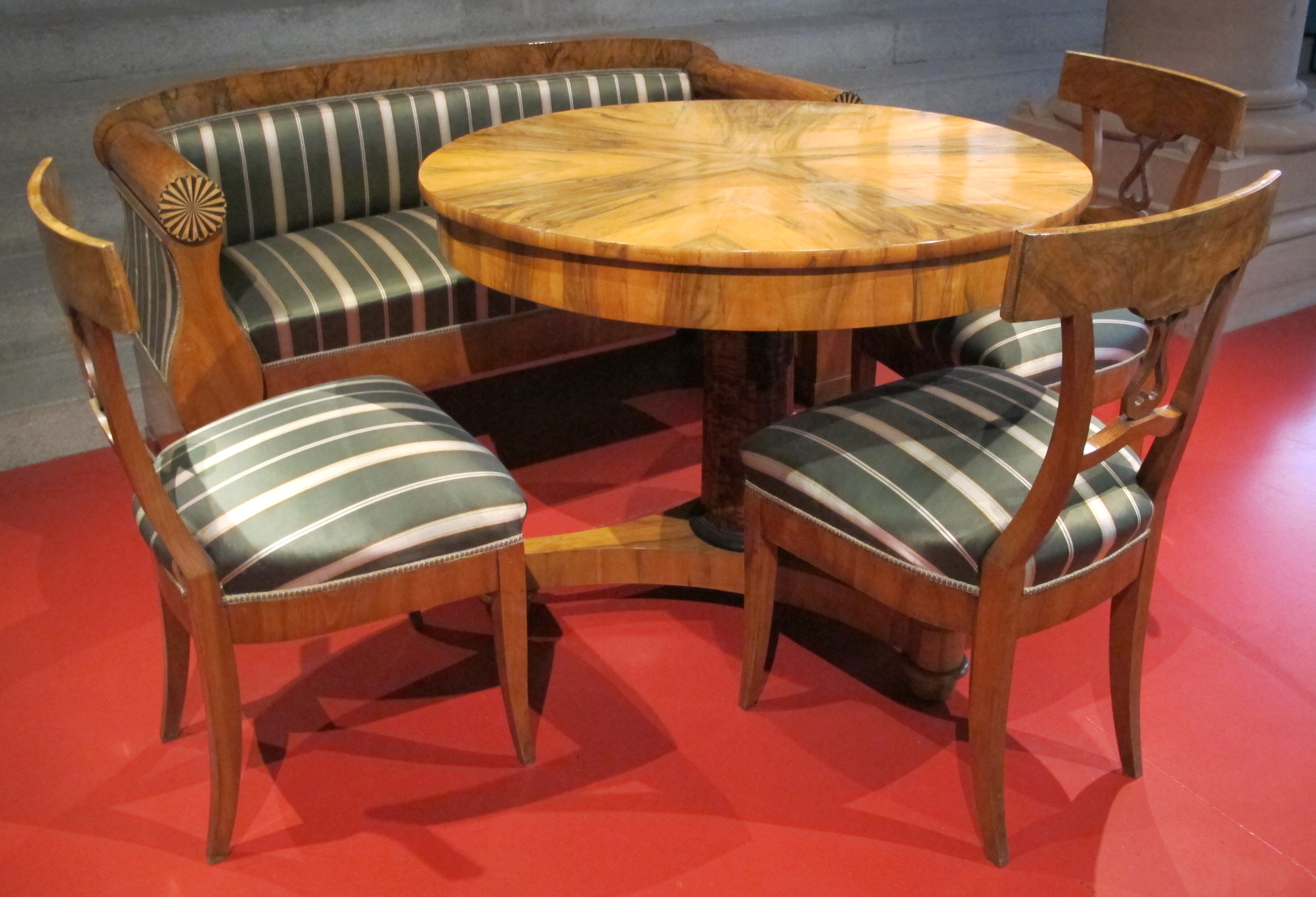
Využití fládru na nábytkovém setu z doby biedermeieru, (1820)

Fládr neboli fládrovaná struktura je termín vyjadřující přirozenou strukturu, která vzniká při řezu dřevem včetně zobrazení letokruhů v příčném (radiálním či tangenciálním) i podélném (axiálním) směru. V přeneseném významu pak označuje jakoukoliv jinou kresbu, strukturu, texturu povrchu přirozeného dřeva. Někdy se může jednat i o texturu napodobenou (např. imitace dřeva z papíru na tapetách), což je i případ počítačově resp. digitálně vytvářených textur (neboli virtuální fládr). Jako taková je tato textura samozřejmě různá, nemusí být vůbec dekorativní nebo i velmi dekorativní, záleží na mnoha faktorech jako je typ dřeviny, stáří dřeviny, stav materiálu vzhledem k původnímu stanovišti rostliny, provedení řezu atd. apod.

## Jiný význam
Přímo označení nějakého dřeva s výraznou kresbou – tzv. jádrovité dřevo nebo svalovité dřevo.
V anatomii rostlin se používá termín fládrový řez a fládrová rovina.